# 约翰·多诺万的死与生
《约翰·多诺万的死与生》（英語：The Death & Life of John F. Donovan）是2018年上映的加拿大劇情片，为札維耶·多藍的首部英语剧情长片，由基特·哈靈頓、娜塔莉·波特曼、雅各·特倫布雷、蘇珊·莎蘭登、凱西·貝茲及贾里德·基索主演。电影交叉呈现了三段不同的场景，一是一部背景设在2017年的电视剧，讲述一名美国电视明星去世后，一位童年时和他有书信往来的青年演员回忆两人经历的故事；二是2000年代中期明星与青年演员各自的生活。电影通过这三段场景探讨了名人、好莱坞小报媒体、母子关系与同性恋等议题。
电影于2018年9月10日在多伦多国际电影节首映，放映后受到影评人猛烈批评，当中许多评论认为电影是多兰导演电影中最差的一部。

## 剧情梗概
2017年，《泰晤士报》记者奥黛丽·纽豪斯采访了刚出版新书《致年轻演员的信》（Letters to a Young Actor）的人气演员鲁伯特·坦纳。在书中，坦纳搜集了小时候与美国演员约翰·多诺万的往来书信，而多诺万最终因吸毒过量不幸离世。
时间回到2000年中，童星出道的坦纳在学校被恐同的同学期间，回到家还要忍受母亲的精神虐待。当时坦纳非常崇拜在青春题材电视剧《地狱高中》（Hell some High）中担纲主角的多诺万。当时小报纷纷推测多诺万是同性恋，但是没有公开出柜。后来小报制造了多诺万招揽男妓的谣言，多诺万一怒之下公开了自己与坦纳的书信往来，引发外界不怀好意地猜测坦纳和多诺万的关系不纯。多诺万给坦纳写了最后一封信后，便自杀身亡。
回到现在，坦纳说自己并不知道多诺万的死与丑闻到底有没有关系。纽曼斯则陷入沉思，表示自己最初不太看好坦纳的书，觉得这本书是“来自第一世界的不幸”，但经过这次会面，她不再这么觉得了。

## 演员
- 基特·哈靈頓 饰 约翰·多诺万（John F. Donovan）
- 娜塔莉·波特曼 饰 珊·坦纳（Sam Turner）
- 班·史奈澤 饰 鲁伯特·坦纳（Rupert Turner）
  - 雅各·特倫布雷 饰 少年鲁伯特·坦纳
- 蘇珊·莎蘭登 饰 格蕾丝·多诺万（Grace Donovan）
- 凱西·貝茲 饰 芭芭拉·哈格梅克（Barbara Haggermaker）
- 譚蒂·紐頓 饰 奥黛丽·纽豪斯（Audrey Newhouse）
- 阿玛拉·卡兰（英语：Amara Karan） 饰 库蕾什老师（Miss Kureshi）
- 贾拉德·凯索（英语：Jared Keeso） 饰 詹姆斯·多诺万（James Donovan）
- 克里斯·澤爾卡 饰 小威尔·杰拉福德（Will Jefford Jr.）
- 莎拉·蓋登 饰 丽姿·琼斯（Liz Jones）
- 艾米丽·汉普舍尔（英语：Emily Hampshire） 饰 艾米·博斯沃思（Amy Bosworth）
- 邁可·坎邦 饰 餐厅中的男子
- 吉斯·布洛姆（英语：Gijs Blom） 饰 鲁伯特男友
- 杰西卡·查斯坦（戏份被删）
- 貝拉·索恩（戏份被删）

## 制作
2014年12月，消息指基特·哈靈頓和杰西卡·查斯坦将出演电影，札維耶·多藍导演，雅各布·蒂尔尼编剧，其中哈灵顿将扮演主角，查斯坦扮演记者。同月，蘇珊·莎蘭登和凱西·貝茲加盟剧组，莎蘭登扮演多诺万的母亲，貝茲扮演多诺万的经纪人。
2015年11月，消息指愛黛兒有望在电影中客串，相关事宜正在商谈中。同月，邁可·坎邦、貝拉·索恩、克里斯·澤爾卡、艾米丽·汉普谢尔和贾里德·基索加盟剧组。2016年2月，娜塔莉·波特曼、尼古拉斯·霍尔特和譚蒂·紐頓加盟。2016年7月，班·史奈澤加盟剧组，取代霍尔特。2017年2月，雅各·特倫布雷加盟剧组。2017年6月，阿玛拉·卡兰加盟。
配乐由盖布瑞·雅德作曲，2017年7月录制。

### 拍摄
主体拍摄于2016年7月9日在蒙特利尔启动。第一组主体拍摄于2016年9月3日结束。2017年2月，剧组移师蒙特利尔，同年春季在伦敦和布拉格完成拍摄。

### 后期制作
2018年2月，多兰确认考虑到时长及节奏因素，杰西卡·查斯坦的戏份会从成片中删除。2018年10月，貝拉·索恩在采访中表示自己也有一些戏份，但这些戏份是和查斯坦连在一起的，所以一并被删除了。

## 发行
电影曾受邀参加第71屆坎城影展展出，但据电影节艺术总监蒂埃里·弗雷莫透露，多兰当时还不满意成片，还在继续剪辑。电影后来于2018年9月10日在多伦多国际电影节首映。电影于2019年3月13日在法国上映，8月23日在加拿大上映，12月13日在美国上映。

## 反响
汇总媒体烂番茄根据32条评论打出19%的腐烂度，平均得分3.7/10。网站共识写道：“《约翰·多诺万的死与生》证明了导演兼编剧泽维尔·多兰想用一部技术层面有保证的剧情片来展现自己的深度，但这部剧情片从未传递出自身想表达的想法。”Metacritic根据12条评论打出28/100的平均分，表示“普遍差评”。
独立一线称电影是多兰职业生涯中最差的一部作品，剧本“空洞无物”又“笨拙”。《衛報》打出1/5星评价，称电影“毫无疑问是烂片”。《NOW杂志》认为电影“充其量只能算平庸”。RogerEbert.com批评多兰选择的音乐，认为电影有“重大缺陷”，但也称赞特倫布雷的表现。《荷里活報道》认为演员阵容“令人印象深刻”，但电影是“不成熟、繁琐、冗长的心理剧”。
国际银幕给出了少有的正面评价，认为电影“或许会重现许多多兰熟悉的领域，但以这种形式欢迎他回家是件好事”。